# Gustav Voerg
August "Gus" Voerg (Saint Louis, Missouri, 7 de juny de 1870 – Saint Louis, 21 d'abril de 1944) va ser un remer estatunidenc que va competir a primers del segle xx.
El 1904 va prendre part en els Jocs Olímpics de Saint Louis, on va guanyar la medalla de bronze en la prova de quatre sense timoner del programa de rem, formant equip amb John Freitag, Louis Helm, Frank Dummerth.